# Danh sách trận đấu có nhiều bàn thắng nhất Giải bóng đá Ngoại hạng Anh
Dưới đây là danh sách các trận đấu có nhiều bàn thắng và có tỉ số cách biệt nhất tại Giải bóng đá Ngoại hạng Anh từ khi nó mang tên Premier League (mùa bóng 1992-93). 2 trận đấu sân nhà có tỉ số đậm nhất là Manchester United thắng Ipswich Town F.C. 9–0 tại sân vận động Old Trafford ngày 4 tháng 3 năm 1995 và Manchester United 9-0 Southampton cũng tại sân Old Trafford ngày 3 tháng 2 năm 2021. Tottenham Hotspur là câu lạc bộ duy nhất ngoài Manchester United cũng ghi được chín bàn thắng trong một trận đấu tại Premier League với chiến thắng 9–1 trước Wigan Athletic tại White Hart Lane vào ngày 22 tháng 11 năm 2009. Trận đấu này lập kỷ lục về tổng số bàn thắng của cả hai đội trong một hiệp đấu (9 bàn), và số bàn thắng của một đội trong một hiệp đấu (8 bàn, Tottenham).Leicester City giữ kỷ lục thắng đậm nhất trên sân khách với tỉ số 9-0 trước Southampton (sân St's Mary) ngày 26 tháng 10 năm 2019.

## Trận đấu có nhiều bàn thắng nhất (từ 9 bàn)
| Bàn thắng ghi bàn | Ngày                 | Đội nhà              | TỈ số | Đội khách           | Bàn thắng | Ghi chú |
| ----------------- | -------------------- | -------------------- | ----- | ------------------- | --- | ------- |
| 11                | 29 tháng 9 năm 2007  | Portsmouth           | 7–4   | Reading             | Benjani 7', 37', 70', Hreiðarsson 55', Kranjčar 75', Ingimarsson 81' (o.g.), Muntari 90' (pen.) Hunt 45', Kitson 48', Long 79', Campbell 90' (o.g.) | [ 1 ]   |
| 10                | 29 tháng 12 năm 2007 | Tottenham Hotspur    | 6–4   | Reading             | Berbatov 7', 63', 73', 83', Malbranque 76', Defoe 79 Cissé 16', Ingimarsson 53', Kitson 69', 74'                                                    | [ 2 ]   |
| 10                | 22 tháng 11 năm 2009 | Tottenham Hotspur    | 9–1   | Wigan Athletic      | Crouch 9', Defoe 51', 54', 58', 69', 87' Lennon 64', Bentley 88', Kranjčar 90' Scharner 57'                                                         | [ 3 ]   |
| 10                | 28 tháng 8 năm 2011  | Manchester United    | 8–2   | Arsenal             | Welbeck 22', Young 28', 90+1', Rooney 41', 64', 82' (pen.), Nani 67', Park 70' Walcott 45+3', Van Persie 74'                                        | [ 4 ]   |
| 10                | 29 tháng 12 năm 2012 | Arsenal              | 7–3   | Newcastle United    | Walcott 20', 73', 90+2', Oxlade-Chamberlain 50', Podolski 64', Giroud 84', 87' Ba 43', 69', Marveaux 59'                                            | [ 5 ]   |
| 10                | 19 tháng 5 năm 2013  | West Bromwich Albion | 5–5   | Manchester United   | Morrison 40', Lukaku 50', 81', 86', Mulumbu 81' Kagawa 6', Olsson 9' (o.g.), Büttner 30', Van Persie 53', Hernández 63'                             | [ 6 ]   |
| 9                 | 9 tháng 4 năm 1994   | Norwich City         | 4–5   | Southampton         | Robins 37', Goss 49', Sutton 56', 64' Ullathorne 44' (o.g.), Le Tissier 58', 63' (pen.), 73', Monkou 90'                                            | [ 7 ]   |
| 9                 | 4 tháng 3 năm 1995   | Manchester United    | 9–0   | Ipswich Town        | Keane 15', Cole 19', 37', 53', 65', 87', Hughes 55', 59', Ince 72'                                                                                  | [ 8 ]   |
| 9                 | 26 tháng 10 năm 1996 | Southampton          | 6–3   | Manchester United   | Berkovic 6', 63', Le Tissier 34', Østenstad 45', 85', P. Neville 90' (o.g.) Beckham 41', May 56', Scholes 89'                                       | [ 9 ]   |
| 9                 | 26 tháng 8 năm 1997  | Blackburn Rovers     | 7–2   | Sheffield Wednesday | Gallacher 2', 7', Hyde 10' (o.g.), Wilcox 20', Sutton 24', 74', Bohinen 53' Carbone 8', 47'                                                         | [ 10 ]  |
| 9                 | 6 tháng 2 năm 1999   | Nottingham Forest    | 1–8   | Manchester United   | Rogers 6' Yorke 2', 67', Cole 7', 50', Solskjær 80', 88', 90', 90'                                                                                  | [ 11 ]  |
| 9                 | 12 tháng 2 năm 2000  | West Ham United      | 5–4   | Bradford City       | Sinclair 35', Moncur 43', Di Canio 65' (pen.), Cole 70', Lampard 83' Windass 30', Beagrie 44' (pen.), Lawrence 47', 51'                             | [ 12 ]  |
| 9                 | 11 tháng 3 năm 2000  | Tottenham Hotspur    | 7–2   | Southampton         | Richards 28' (o.g.), Anderton 39', Armstrong 41', 64', Iversen 45', 78', 90' Tessem 26', El Khalej 33'                                              | [ 13 ]  |
| 9                 | 13 tháng 11 năm 2004 | Tottenham Hotspur    | 4–5   | Arsenal             | Naybet 37', Defoe 61', King 74', Kanouté 88' Henry 45', Lauren 55' (pen.), Vieira 60', Ljungberg 69', Pirès 81'                                     | [ 14 ]  |
| 9                 | 11 tháng 5 năm 2008  | Middlesbrough        | 8–1   | Manchester City     | Downing 16' (pen.), 58' Alves 37', 60, 90', Johnson 70', Rochemback 80', Aliadière 85' Elano 87'                                                    | [ 15 ]  |
| 9                 | 16 tháng 1 năm 2010  | Chelsea              | 7–2   | Sunderland          | Anelka 8', 65', Malouda 17', A. Cole 22', Lampard 34', 90', Ballack 52' Zenden 56', Bent 90'                                                        | [ 16 ]  |
| 9                 | 14 tháng 12 năm 2013 | Manchester City      | 6–3   | Arsenal             | Agüero 14', Negredo 39', Fernandinho 50', 88', Silva 66', Touré 90' Walcott 31', 63', Mertesacker 90'                                               | [ 17 ]  |
| 9                 | 22 tháng 3 năm 2014  | Cardiff City         | 3–6   | Liverpool           | Mutch 9', 88', Campbell 25' Suárez 16', 60', 90', Škrtel 41', 54', Sturridge 75'                                                                    | [ 18 ]  |
| 9                 | 30 tháng 8 năm 2014  | Everton              | 3–6   | Chelsea             | Mirallas 45', Naismith 69' Eto'o 76', Costa 1', 90', Ivanović 3', Coleman 67' (o.g.), Matić 74', Ramires 77'                                        | [ 19 ]  |
| 9                 | 23 tháng 1 năm 2016  | Norwich City         | 4–5   | Liverpool           | Mbokani 29', Naismith 41' Hoolahan 54' (pen.), Bassong 90+2' Firmino 18', 63', Henderson 55', Milner 75', Lallana 90+5'                             | [ 20 ]  |
| 9                 | 26 tháng 11 năm 2016 | Swansea City         | 5–4   | Crystal Palace      | Sigurðsson 36', Fer 66', 68', Llorente 90+1', 90+3' Zaha 19', Tomkins 75', Cork 82' (o.g.), C. Benteke 84'                                          | [ 21 ]  |
| 9                 | 4 tháng 2 năm 2017   | Everton              | 6–3   | A.F.C. Bournemouth  | Lukaku 1', 29', 83', 84', McCarthy 24', Barkley 90+4' King 59', 70', Arter 90'                                                                      | [ 22 ]  |

## Trận đấu có tỉ số đậm nhất (từ 7 bàn)
| Goals margin | Ngày                 | Đội nhà           | Kết quả | Đội khách           | Bàn thắng | ghi chú |
| ------------ | -------------------- | ----------------- | ------- | ------------------- | --- | ------- |
| 9            | 4 tháng 3 năm 1995   | Manchester United | 9–0     | Ipswich Town        | Keane 15', Cole 19', 37', 53', 65', 87', Hughes 55', 59', Ince 72' -                                                                                           | [ 8 ]   |
| 9            | 27 tháng 8 năm 2022  | Liverpool         | 9–0     | Bournemouth         | Luis Díaz 3', 85', Harvey Elliott 6', Trent Alexander-Arnold 28', Roberto Firmino 31', 62', Virgil van Dijk 45', Chris Mepham 46' (o.g.), Fabio Carvalho 80' - | [ 23 ]  |
| 8            | 19 tháng 9 năm 1999  | Newcastle United  | 8–0     | Sheffield Wednesday | Hughes 11', Shearer 30', 33' (pen.), 42', 81', 84' (pen.), Dyer 48', Speed 78' -                                                                               | [ 24 ]  |
| 8            | 22 tháng 11 năm 2009 | Tottenham Hotspur | 9–1     | Wigan Athletic      | Crouch 9', Defoe 51', 54', 58', 69', 87', Lennon 64', Bentley 88', Kranjčar 90' Scharner 57'                                                                   | [ 3 ]   |
| 8            | 9 tháng 5 năm 2010   | Chelsea           | 8–0     | Wigan Athletic      | Anelka 6', 56', Lampard 32' (pen.), Kalou 54', Drogba 63', 68' (pen.), 80', A. Cole 90' -                                                                      | [ 25 ]  |
| 8            | 23 tháng 12 năm 2012 | Chelsea           | 8–0     | Aston Villa         | Torres 3', David Luiz 29', Ivanović 34', Lampard 59', Ramires 75', 90+1', Oscar 79' (pen.), Hazard 83' -                                                       | [ 26 ]  |
| 8            | 18 tháng 10 năm 2014 | Southampton       | 8–0     | Sunderland          | Vergini 12' (o.g.), Pellè 18', 69', Cork 37', Bridcutt 63' (o.g.), Tadić 78', Wanyama 79', Mané 86' -                                                          | [ 27 ]  |
| 7            | 18 tháng 11 năm 1995 | Blackburn Rovers  | 7–0     | Nottingham Forest   | Shearer 20', 57', 68', Bohinen 28', 76', Newell 82', Le Saux 89' -                                                                                             | [ 28 ]  |
| 7            | 25 tháng 10 năm 1997 | Manchester United | 7–0     | Barnsley            | Cole 17', 19', 45', Giggs 43', 56', Scholes 59', Poborský 80' -                                                                                                | [ 29 ]  |
| 7            | 6 tháng 2 năm 1999   | Nottingham Forest | 1–8     | Manchester United   | Rogers 6' Yorke 2', 67', Cole 7', 50', Solskjær 80', 88', 90', 90'                                                                                             | [ 30 ]  |
| 7            | 11 tháng 5 năm 2005  | Arsenal           | 7–0     | Everton             | Van Persie 8', Pirès 12', 50', Vieira 37', Edu 70' (pen.), Bergkamp 77', Flamini 85' -                                                                         | [ 31 ]  |
| 7            | 14 tháng 1 năm 2006  | Arsenal           | 7–0     | Middlesbrough       | Henry 20', 30', 68', Senderos 22', Pirès 45', Silva 59', Hleb 84' -                                                                                            | [ 32 ]  |
| 7            | 11 tháng 5 năm 2008  | Middlesbrough     | 8–1     | Manchester City     | Downing 16' (pen.), 58' Alves 37', 60, 90', Johnson 70', Rochemback 80', Aliadière 85' Elano 87'                                                               | [ 15 ]  |
| 7            | 25 tháng 4 năm 2010  | Chelsea           | 7–0     | Stoke City          | Kalou 24', 31', 68', Lampard 44' (pen), 81', Sturridge 87', Malouda 89' -                                                                                      | [ 33 ]  |
| 7            | 2 tháng 11 năm 2013  | Manchester City   | 7–0     | Norwich City        | Johnson 16' (og), Silva 20', Nastasić 25', Negredo 36', Touré 60', Agüero 71', Džeko 86' -                                                                     | [ 34 ]  |

1. ↑  Roach, Stuart (ngày 29 tháng 9 năm 2007). "Portsmouth 26–4 Reading". BBC Sport. Truy cập ngày 15 tháng 7 năm 2009.
2. ↑  McIntyre, David (ngày 29 tháng 12 năm 2007). "Tottenham 6–4 Reading". BBC Sport. Truy cập ngày 4 tháng 1 năm 2011.
3. 1 2  "Tottenham 9–1 Wigan". BBC Sport. ngày 22 tháng 11 năm 2009. Truy cập ngày 22 tháng 11 năm 2009.
4. ↑  McNulty, Phil (ngày 28 tháng 8 năm 2011). "Man Utd 8–2 Arsenal". BBC Sport. Truy cập ngày 28 tháng 8 năm 2011.
5. ↑  Ornstein, David (ngày 29 tháng 12 năm 2012). "Arsenal 7-3 Newcastle". BBC Sport. Truy cập ngày 29 tháng 12 năm 2012.
6. ↑  Johnston, Neil (ngày 19 tháng 5 năm 2013). "West Bromwich Albion 5-5 Manchester United". BBC Sport. Truy cập ngày 19 tháng 5 năm 2013.
7. ↑  "Norwich City vs. Southampton 4–5". SoccerWay. Truy cập ngày 24 tháng 12 năm 2012.
8. 1 2  "Manchester United 9–0 Ipswich". BBC Sport. ngày 3 tháng 7 năm 2000. Truy cập ngày 4 tháng 1 năm 2011.
9. ↑  Hey, Stan (ngày 27 tháng 10 năm 1996). "United they fall as Saints hit six". London: The Independent. Truy cập ngày 1 tháng 5 năm 2013.
10. ↑  Hodgson, Guy (ngày 26 tháng 8 năm 1997). "Football: Rampant Rovers slam in seven". London: The Independent. Truy cập ngày 1 tháng 5 năm 2013.
11. ↑  Harris, Nick (ngày 8 tháng 2 năm 1999). "Football: Forest bedevilled by Beckham". London: The Independent. Truy cập ngày 30 tháng 4 năm 2013.
12. ↑  "Hammers win nine-goal epic". BBC News. ngày 12 tháng 2 năm 2000.
13. ↑  "Tottenham 7–2 Southampton". BBC Sport. ngày 11 tháng 3 năm 2000. Truy cập ngày 4 tháng 1 năm 2011.
14. ↑  "Tottenham 4–5 Arsenal". BBC Sport. ngày 13 tháng 11 năm 2004. Truy cập ngày 4 tháng 1 năm 2011.
15. 1 2  Bevan, Chris (ngày 11 tháng 5 năm 2008). "Middlesbrough 8–1 Manchester City". BBC Sport. Truy cập ngày 4 tháng 1 năm 2011.
16. ↑  Lyon, Sam (ngày 16 tháng 1 năm 2010). "Chelsea 7 - 2 Sunderland". BBC Sport. Truy cập ngày 1 tháng 5 năm 2013.
17. ↑  McNulty, Phil (ngày 14 tháng 12 năm 2013). "Manchester City 6 - 3 Arsenal". BBC Sport. Truy cập ngày 25 tháng 12 năm 2013.
18. ↑  Roberts, Gareth (ngày 22 tháng 3 năm 2014). "Cardiff City 3 - 6 Liverpool". BBC Sport. Truy cập ngày 23 tháng 3 năm 2014.
19. ↑  Bevan, Chris (ngày 30 tháng 8 năm 2014). "Everton 3 - 6 Chelsea". BBC Sport. Truy cập ngày 30 tháng 8 năm 2014.
20. ↑  Reddy, Luke (ngày 23 tháng 1 năm 2016). "Norwich 4-5 Liverpool". BBC Sport. Truy cập ngày 23 tháng 1 năm 2016.
21. ↑  "Swanea City 5-4 Crystal Palace". BBC Sport. ngày 26 tháng 11 năm 2016. Truy cập ngày 26 tháng 11 năm 2016.
22. ↑  "Everton 6-3 Bournemouth". BBC Sport. ngày 4 tháng 2 năm 2017. Truy cập ngày 4 tháng 2 năm 2017.
23. ↑  "Newcastle United 8 Sheffield Wednesday 0". nufc.com. ngày 19 tháng 9 năm 1999. Bản gốc lưu trữ ngày 4 tháng 3 năm 2016. Truy cập ngày 29 tháng 4 năm 2013.
24. ↑  "Chelsea 8–0 Wigan". BBC Sport. ngày 22 tháng 11 năm 2009. Truy cập ngày 22 tháng 11 năm 2009.
25. ↑  "Classy Chelsea thrash Aston Villa to win 8–0 at Stamford Bridge". Sky Sports. ngày 24 tháng 12 năm 2012. Truy cập ngày 24 tháng 12 năm 2012.
26. ↑  "Southampton 8–0 Sunderland". BBC. ngày 18 tháng 10 năm 2014. Truy cập ngày 18 tháng 10 năm 2014.
27. ↑  Hadfield, Dave (ngày 19 tháng 11 năm 1995). "Blackburn 7–0 Nottm Forest". London: The Independent. Truy cập ngày 4 tháng 1 năm 2011.
28. ↑  "Man Utd 7–0 Barnsley". Sporting life. ngày 26 tháng 10 năm 1997. Bản gốc lưu trữ ngày 5 tháng 6 năm 2011. Truy cập ngày 4 tháng 1 năm 2011.
29. ↑  Harris, Nick (ngày 8 tháng 2 năm 1999). "Football: Forest bedevilled by Beckham". London: Independent. Truy cập ngày 30 tháng 4 năm 2013.
30. ↑  "Arsenal 7-0 Everton". BBC News. ngày 11 tháng 5 năm 2005.
31. ↑  Burt, Jason (ngày 19 tháng 11 năm 1995). "Arsenal 7–0 M'Boro". London: The Independent. Bản gốc lưu trữ ngày 20 tháng 4 năm 2009. Truy cập ngày 4 tháng 1 năm 2011.
32. ↑  "Chelsea 7–0 Stoke". BBC. ngày 25 tháng 4 năm 2010. Truy cập ngày 4 tháng 1 năm 2011.
33. ↑  "BBC Sport - Manchester City V Norwich City". BBC. ngày 2 tháng 11 năm 2013. Truy cập ngày 2 tháng 11 năm 2013.